# Глобу Крајовеј (Караш-Северин)
Глобу Крајовеј (рум. Globu Craiovei) насеље је у Румунији у округу Караш-Северин у општини Јабланица. Oпштина се налази на надморској висини од 283 m.

## Прошлост
По "Румунској енциклопедији" место се под именом "Глоб" први пут помиње 1547. године.
Аустријски царски ревизор Ерлер је 1774. године констатовао да место "Плобокрајова" припада Оршовском округу и дистрикту. Село има милитарски статус а становништво је било претежно влашко. У месту "Глобокраљве" је постојала православна парохија, која припада Мехадијском протопрезвирату. Ту је 1824. године службовао поп Михаил Поповић.

## Становништво
Према подацима из 2002. године у насељу је живело 845 становника, од којих су сви румунске националности.